# Johanneskirche (Pirmasens)
Die Johanneskirche ist eine protestantische Kirche aus dem 18. Jahrhundert in Pirmasens. Der Name erinnert an den Reformator Johannes Calvin.

## Geschichte
Durch die Vertreibung reformierter Christen aus Frankreich und der Schweiz war deren Gemeinde in Pirmasens im 17. und 18. Jahrhundert stark gewachsen. Lange hatte diese Gruppe keine eigene Kirche. 1749 erwirkte Oberstleutnant Johann Wilhelm Grandfil (1707–1766) die Genehmigung für einen Kirchenbau, welche der lutherische Regent Landgraf Ludwig IX. von Hessen-Darmstadt (damals noch Erbprinz) auch rasch und unbürokratisch erteilte. Am 17. März 1750 erfolgte die Grundsteinlegung, doch aufgrund begrenzter Geldmittel wurde die Kirche erst 1758 fertiggestellt. Grandfil wurde nach seinem Tode in der Johanneskirche neben seinen beiden in sehr frühem Alter verstorbenen Kindern beigesetzt; das Grabmal hat man Ende des 20. Jahrhunderts in das vermauerte Südportal (Luisenstraße) eingelassen.
Von 1793 bis 1815 geriet Pirmasens – als Folge der Französischen Revolution – unter französischen Einfluss. Nach der Besetzung wurde die Kirche geschlossen, die drei Glocken als Rohmaterial verkauft, die Ausübung der Religionen verboten. Erst 1804 ließ Napoleon wieder eine freie Religionsausübung zu und die Kirche wurde wieder geöffnet. Nach dem Scheitern der Revolution von 1848/49 wurde über Pirmasens das Kriegsrecht verhängt. Da die Stadt über keine Kasernen verfügte, wurden die Soldaten kurzerhand in der Kirche einquartiert. Sie zerstörten die Inneneinrichtung völlig, es herrschten katastrophale hygienische Zustände. Daher sagte man früher im regionalen Dialekt, wenn jemand zur bayrischen Armee eingezogen wurde: „Er muß zu de Kärcheschisser.“ Nach einer Entschädigungszahlung durch das bayrische Militär wurde die Kirche 1857 renoviert und 1863 eine Stumm-Orgel angeschafft. Außerdem wurde ein aus einer anderen Pirmasenser Kirche stammendes Geläut eingebaut.
Ab 1889 wurde die Kirche zu einer Stadtkirche ausgebaut. Die Schaufassade wurde mit zwei Schweifgiebelportalen geschmückt und der Turm erhielt eine Barockhaube. An der östlichen Schmalseite wurde ein Chor und eine Sakristei angebaut. Der Stadtvikar Heinrich Schreiner weihte die vergrößerte Kirche am 22. April 1891 ein. Bis zum Ersten Weltkrieg wuchs die Gemeinde kontinuierlich. Im Juni 1917 wurden die Glocken der Kirche entfernt und eingeschmolzen. Zwei Jahre nach Ende des Krieges wurden neue Glocken beschafft.
1931 erhielt die ehemals Obere Kirche genannte Kirche den Namen Johanneskirche – nach dem Reformator Johannes Calvin. Den Zweiten Weltkrieg überstand die Johanneskirche bis 1944 ohne große Schäden. Doch während der Bombardierung von Pirmasens am 15. März 1945 brannte die Kirche aus. Im Juni 1946 wurde eine Notkirche aus Holz neben der Brandruine im Kirchgarten errichtet. Der Kirchenbaumeister Raimund Ostermaier begann am 5. Dezember 1950 mit dem Wiederaufbau und 1953 wurde die Kirche feierlich eingeweiht. Zum zweihundertjährigen Jubiläum 1958 wurde ein Stockwerk aufgesetzt, die barocke Turmhaube nach Plänen von Walter Jung rekonstruiert und ein Geläut mit fünf Glocken von der Glockengießerei Bachert installiert. Es besitzt die Nominalfolge c' – e' – g' – a' – h' und ist auf die beiden Nachbargeläute in der Innenstadt (prot. Lutherkirche und kath. Stadtkirche St. Pirmin) musikalisch abgestimmt. 1962 wurde das Innere der Johanneskirche umgebaut: Das Kirchenschiff erhielt eine hölzerne Kassettendecke, der Stichbogen zum Chorraum wurde entfernt und im Chorraum hinter dem Altar 1963 eine Steinmeyer-Orgel  mit 35 Registern auf drei Manualen und Pedal untergebracht. 30 Jahre später – im Jahr 1993 – wurde die Kirche einer gründlichen Renovierung unterzogen.
Die Kirche steht unter Denkmalschutz.

## Architektur

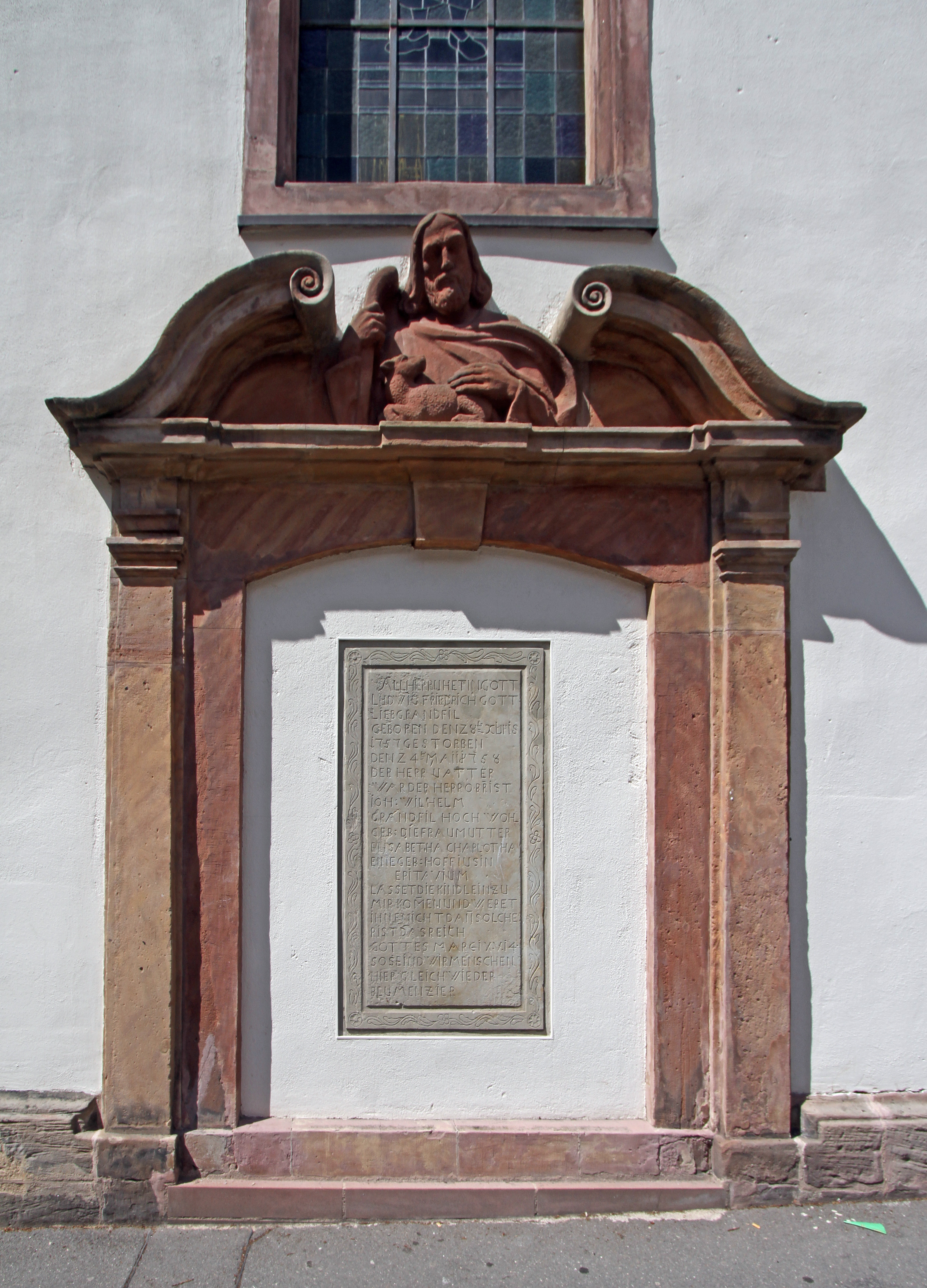
Die Gedenktafel für Johann Wilhelm de Grandfil am alten Südportal

Die Johanneskirche liegt im Zentrum von Pirmasens an der Kreuzung von Schloß- und Luisenstraße ziemlich genau auf 400 m über NN. Vor der Kirche öffnet sich zur Straße hin ein kleiner Platz mit Brunnen, im Norden befindet sich ein moderner Anbau, der als Gemeindezentrum dient. Die Kirche und ihr Vorplatz liegen an der südöstlichen Ecke des Exerzierplatzes, der von postmodernen Kolonnaden umschlossen wird. In der Umgebung stehen heute vor allem 4- bis 5-stöckige Neubauten der unmittelbaren Nachkriegszeit, mit Ausnahme des spätklassizistischen Rathauses auf dem Exerzierplatz und dem unmittelbar benachbarten Jugendstilbau der früheren Bayerischen Staatsbank an der Luisenstraße. Dieser war bei der Errichtung 1912 seinem Vorgängerbau nachempfunden worden, dem früheren Palais des Offiziers Grandfil, der den Kirchenbau gestiftet hatte.
Von dem einstigen barocken Saalbau aus dem 18. Jahrhundert und den Erweiterungen Ende des 19. Jahrhunderts ist nur die äußere Gestalt übrig geblieben, die beim Wiederaufbau 1953 auf der Chorseite verlängert wurde. Überragt wird der Kirchenbau von dem Turm aus Rotsandstein mit barocker Schweifhaube. Er sitzt in der Westfassade und wurde beim Wiederaufbau aus städtebaulichen Gründen aufgestockt, da die nach dem Krieg neu errichteten Häuser in der unmittelbaren Umgebung deutlich höher sind als ihre 1944/45 zerstörten Vorgängerbauten. Links und rechts des Turmes liegen die Eingänge mit den alten Schweifgiebelportalen. Im Inneren ist die Kirche relativ schmucklos und als einschiffige Saalkirche erhalten. Es dominieren die hohen weißen Wände, die von farblosen Fenstern durchbrochen werden, in welche Bildnisse aus farbigem Glas mit Personen aus der Reformationsgeschichte sowie biblischen Szenen eingearbeitet sind. Die östlichen Abschlusswände des Schiffes vor dem Übergang zum Chor tragen seit der letzten Renovierung Wandgemälde mit dezenter Farbgebung. Die traditionellen Sitzbänke aus der Wiederaufbauzeit wurden durch Einzelstühle ersetzt, welche eine flexible Raumbestuhlung erlauben; nur die Empore im Westen blieb nahezu unverändert. Hinter dem modernen Altar aus Sandstein befindet sich im Chor die wandfüllende Orgel. Der Boden besteht aus modernen Terrakottafliesen. Die Decke ist eine moderne Kassettendecke aus Holz.